# 東駄知駅
東駄知駅（ひがしだちえき）は、かつて岐阜県土岐市駄知町にあった東濃鉄道（2代）駄知線の駅（廃駅）である。同線の終着駅であった。

## 歴史
当駅は駄知町の中心地ではあったが、1970年（昭和45年）頃には合理化として駄知駅 - 当駅間の廃止の計画がされていたという。実際に駄知駅・当駅の廃止届けは出されたのだが、その2ヵ月後に自然災害により駄知線全線が休止し、そのまま廃止となった。

### 年表
- 1924年（大正13年）9月28日：駄知駅 - 当駅間開業に際し、駄知鉄道の駅として開業。
- 1944年（昭和19年）3月1日：合併により東濃鉄道駄知線の駅となる。
- 1972年（昭和47年）
  - 5月：駄知駅 - 当駅間の廃止を申請。
  - 7月13日：水害による橋梁流失に伴い全線で営業休止。
- 1974年（昭和49年）10月21日：駄知線廃線により廃止。

## 駅構造
1面1線のホームを有していた。陶磁器製品を運搬するための貨物駅でもあったため、留置線も有していた。

## 現況
駅跡地の一部は東鉄バスの「東駄知」停留所となっており、バスの回転場となっている。

## 隣の駅
東濃鉄道
駄知線
駄知駅 - 東駄知駅